# ديانا كينغ
ديانا كينغ (بالإنجليزية: Diana King)‏ (و. 1970  م) هي مغنية مؤلفة جامايكية، ولدت في سبانيش تاون.

## وصلات خارجية
- ديانا كينغ على موقع IMDb (الإنجليزية)
- ديانا كينغ على موقع ميوزك برينز (الإنجليزية)
- ديانا كينغ على موقع أول ميوزيك (الإنجليزية)
- ديانا كينغ على موقع ديسكوغز (الإنجليزية)
- ديانا كينغ في قاعدة بيانات الأفلام على الإنترنت